# Église catholique en Palestine
L'Église catholique en Palestine est sous la juridiction de cinq circonscriptions ecclésiastiques qui ne sont pas soumises à une juridiction nationale au sein d'une Église nationale mais sont soumises à la juridiction universelle du Pape, évêque de Rome, au sein de l'« Église universelle ».
En étroite communion avec le Saint-Siège, les évêques des juridictions en Palestine sont membres de deux instances de concertation :
- L'Assemblée des ordinaires catholiques de Terre Sainte ;
- La Conférence des évêques latins dans les régions arabes.

L'Église catholique est autorisée en Palestine,.
L'Église catholique est une communauté religieuse minoritaire de ce pays.

## Législation en matière religieuse
L’Autorité palestinienne n’a pas de constitution mais une loi fondamentale qui prévoit la liberté de religion et donc autorise l'Église catholique,,, . L'alinéa 1 de l'article 4 stipule que « L'Islam est la religion officielle en Palestine. Le respect de la sainteté de toutes les autres religions monothéistes est garanti.», et l'alinéa 2 : « Les principes de la Charia islamique sont la principale source du droit.». Contrairement au coran, les hadiths (propos attribués à Mahomet et rapportés par divers témoins) interdisent l'apostasie, mais il n'est pas interdit en Palestine. Cependant le prosélytisme d'une religion autre que l'islam est interdit,. 
L’Autorité palestinienne exige des Palestiniens qu’ils déclarent leur appartenance religieuse sur leurs papiers d’identité. Les tribunaux ecclésiastiques islamiques ou chrétiens traitent des questions juridiques relatives au statut personnel. L'héritage, le mariage et le divorce sont traités par de tels tribunaux, qui existent pour les musulmans et les chrétiens. 
L’Autorité palestinienne n’a pas de loi sur le mariage civil. Juridiquement, les membres d’un groupe religieux peuvent s’accorder mutuellement pour soumettre un différend relatif au statut personnel à une dénomination différente afin de statuer, mais dans la pratique, cela n’a pas eu lieu. 
Les églises, qui ne sont pas officiellement reconnues par l'Autorité palestinienne, doivent obtenir une autorisation spéciale pour célébrer des mariages ou statuer sur des questions de statut personnel; Cependant, dans la pratique, les églises non reconnues conseillent à leurs membres de se marier (ou de divorcer) à l'étranger. 
L’Autorité palestinienne exige l’enseignement de la religion à l'école, avec des cours distincts pour les étudiants musulmans et chrétiens. 
En vertu de la loi jordanienne, les citoyens vivant en Cisjordanie et coupables de « diffamation envers la religion » encourent l'emprisonnement. Ceci est arrivé au blogueur Waleed Al-Husseini qui a été arrêté pendant dix mois. Après avoir été libéré, il s'est enfui en France mais un tribunal palestinien l'a condamné par contumace à sept ans et demi de prison. 
De 2000 à 2015, le waqf a interdit l'entrée de non-musulmans au Dôme du Rocher et à la mosquée Al-Aqsa,. Depuis, seuls les dix derniers jours du Ramadan sont interdits.
Le 13 mai 2015, le Vatican a reconnu l'État de Palestine.

## Catholicisme
L'Église catholique utilise cinq rites liturgiques en Palestine :
- Le rite romain, utilisé par le vicariat patriarcal de Jérusalem du patriarcat latin de Jérusalem de l'Église latine : Jérusalem, Jérusalem-Est, la Bande de Gaza et la Cisjordanie;
- Le rite oriental, utilisé par quatre Églises catholiques orientales :
  - Le rite melkite de l'Église grecque-catholique melkite :
    - L'archéparchie de Jérusalem des Melkites ;
    - L'archéparchie de Saint-Jean-d'Acre (en) ;

  - Le rite maronite de l'Église catholique maronite :
    - L'exarchat patriarcal de Jérusalem et de Palestine (en) ;

  - Le rite arménien, utilisé dans l'archiéparchie de Jérusalem et du Mont d'Amman de l'Église catholique arménienne;
  - Le rite syriaque occidental, utilisé dans l'exarchat patriarcal de Jérusalem de l'Église catholique syriaque.

## Organisation et Institutions
L'Église catholique en Palestine est organisée en six juridictions territoriales distinctes, à savoir cinq Églises (l'Église latine et quatre Églises catholiques orientales) et une juridiction particulière : 

### Diocèses
- L'Église en Palestine dispose du vicariat patriarcal de Jérusalem. Le Vicaire patriarcal de Jérusalem est William Shomali[18]. Le vicariat rassemble 19 paroisses des 43 du patriarcat latin de Jérusalem de l'Église latine, en deux juridictions, avec deux archevêques de Jérusalem, un pour chaque juridiction respectivement [19]:
  - 2 paroisses à Jérusalem et Jérusalem-Est : 
    - Saint-Sauveur;
    - Saint-Jacques (Beit Hanina);

  - 17 paroisses pour la Bande de Gaza et toute la Cisjordanie :
    - Aboud : Notre-Dame des Sept Douleurs
    - Ain Arik : L’Annonciation
    - Beit Jala : L’Annonciation
    - Beit Sahour : Notre-Dame de Fatima
    - Bethléem : Sainte-Catherine
    - Bir Zeit : L’Immaculée Conception
    - Gaza : La Sainte Famille
    - Jénine : Le Saint Rédempteur
    - Chapelles annexes : Birqin, Deir Ghazaleh, Jalameh, Kafr Qoud, Muqeibileh, Sabah-el-Kheir, Ya’bad
    - Jéricho : Le Bon Pasteur
    - Jifna : Saint-Joseph
    - Nablus : Le Sauveur au Puits de Jacob
    - Rafidia : Saint-Justin
    - Chapelles annexes : Burqa, Tulkarem, Azzoun
    - Ramallah : La Sainte Famille
    - Taybeh : Le Saint Rédempteur
    - Zababdeh : La Visitation

- Deux Églises catholiques orientales :
  - L'Église melkite dispose de 43 paroisses réparties en deux juridictions :
    - L'archéparchie de Jérusalem des Melkites [20];
    - L'archéparchie de Saint-Jean-d'Acre (en) (Akka, Tolemaide);

  - L'Église maronite :
    - L'exarchat patriarcal de Jérusalem et de Palestine (en).

### Deux exarchats patriarcaux
- Une paroisse l'église Notre-Dame du Spasme de l'exarchat patriarcal de Jérusalem et d'Amman de l'Église catholique arménienne;
- Les deux paroisses de l'Exarchat patriarcal syriaque catholique de Jérusalem de l'Église catholique syriaque.

### Juridictions particulières
L'Église catholique en Palestine dispose d'une juridiction particulière, la Custodie franciscaine de Terre sainte : elle prend soin de la plupart des lieux saints et des sanctuaires chrétiens sous la juridiction de l'Église catholique; 
Le Saint-Siège est représenté par :
- le délégué apostolique à Jérusalem pour la Palestine;
- le nonce apostolique (en) à Jaffa-Tel-Aviv pour la Palestine et Israël depuis 1994.

### Délégués apostoliques
- Gustavo Testa † (11 février 1948 - 6 mars 1953, nonce apostolique en Suisse), également archevêque titulaire d'Amasea (de);
- Silvio Angelo Pio Oddi † (30 juillet 1953 - 11 janvier 1957, nommé stage apostolique en Égypte), également archevêque titulaire de Mesembria;
- Giuseppe Maria Sensi † (14 janvier 1957 - 10 mai 1962 nommé nonce apostolique en Irlande (en)), également archevêque titulaire de Sardes (de);
- Lino Zanini † (30 mai 1962 - 4 janvier 1966, nommé président non-apostolique en Égypte), également archevêque titulaire d'Andrinople-en-Hémimont (de);
- Augustin-Joseph Sépinski (en), OFM † (2 octobre 1965 - 5 mai 1969, nommé nonce apostolique en Uruguay (en)), également archevêque titulaire d'Assuras (de);
- Pio Laghi † (24 mai 1969 - 27 avril 1974 , nonce apostolique nommé en Argentine (en)), également archevêque titulaire de Mauriana (de);
- William Aquin Carew (en) † (10 mai 1974 - 30 août 1983, nomination au poste de vice-président apostolique au Japon (en)), également archevêque titulaire de Telde (de);
- Carlo Curis (en) † (4 février 1984 - 28 mars 1990, nommé pro-nonce apostolique au Canada), également archevêque titulaire de Medeli;
- Andrea Cordero Lanza di Montezemolo † (28 avril 1990 - 28 juin 1994), également archevêque titulaire de Pandosia (de);

### Nonce apostolique en Israël, Palestine et Chypre
- Andrea Cordero Lanza di Montezemolo † (28 juin 1994 - 7 mars 1998, nonce apostolique nommé en Italie (en) et à Saint-Marin (en)), également archevêque titulaire de Pandosia (de);
- Pietro Sambi † (6 juin 1998 - 17 décembre 2005, nonce apostolique aux États-Unis et observateur permanent du Saint-Siège auprès de l'Organisation des États américains (en)), également archevêque titulaire de Belcastro;
- Antonio Franco (21 janvier 2006 - 2012 à la retraite), également archevêque titulaire de Gallesium (de);
- Giuseppe Lazzarotto (18 août 2012 - 28 août 2017 à la retraite), également archevêque titulaire de Numana (de);
- Leopoldo Girelli, depuis le 13 septembre 2017, également archevêque titulaire de Capri (de).

## Ecclésia
Dans une population de 4,5 millions , d'habitants où 98,7% appartiennent à l'Islam et moins de 12% au Judaïsme, l'Église catholique est une communauté religieuse minoritaire avec environ 80 000 catholiques (2%). 
L'Autorité palestinienne compte entre 36 000 et 50 000 chrétiens, dont la plupart appartiennent à l'Église orthodoxe grecque et l'Église catholique. 
|                                         | Habitants    | Musulmans    | Juifs          | Chrétiens                | Chrétiens      |
| tous les Chrétiens (catholiques inclus) | Habitants    | Musulmans    | Juifs          | Catholiques (uniquement) |                |
| --------------------------------------- | ------------ | ------------ | -------------- | ------------------------ | -------------- |
| Cisjordanie                             | 2,7 millions | 98,0 - 99,0% | 12-14% 500 000 | <1,0%                    | 2% 79 800      |
| Bande de Gaza                           | 1,8 million  | 80-85%       |                | 1-2,5%                   | <200           |
| Total                                   | 4,5 millions | 98,7%        | <12%           | 1,3%                     | 80 000 (0,02%) |

La majorité des catholiques palestiniens vivent dans l'agglomération de Bethléem, Ramallah et dans la banlieue de Jérusalem en Cisjordanie. Les fidèles sont principalement de rite latin, mais il existe également une petite communauté de rite melkite.
En 2007, 3 200 chrétiens vivaient dans la bande de Gaza. La moitié de la communauté chrétienne de Gaza s'est enfuie en Cisjordanie et à l'étranger après la prise du pouvoir par le Hamas en 2007. 
Les communautés chrétiennes de l'Autorité palestinienne et de la bande de Gaza ont considérablement diminué au cours des deux dernières décennies. Les causes de l'exode des chrétiens palestiniens sont largement débattues. Reuters rapporte que de nombreux chrétiens palestiniens émigrent à la recherche d'un meilleur niveau de vie tandis que la BBC attribue également le déclin économique de l'Autorité palestinienne ainsi que les pressions de la situation de sécurité sur son mode de vie. Le Vatican et l'Église catholique voient dans l'occupation israélienne et le conflit général en Terre sainte les principales raisons de l'exode chrétien des territoires. Il y a eu également des cas de persécution par des éléments islamistes radicaux, principalement dans la bande de Gaza. 
En septembre 2006, sept églises ont été attaquées pour protester contre les propos du pape Benoît XVI à propos de l'islam et du prophète Mahomet. 
En 2012, un groupe de 50 jeunes adolescents musulmans a attaqué un complexe résidentiel chrétien à Bethphagé, lançant des pierres, cassant des voitures et des vitres et blessant plusieurs résidents. Le patriarche latin de Jérusalem, la Custodie de Terre Sainte et l'évêque auxiliaire de Jérusalem se sont rendus sur le site pour constater les dégâts. 
En février 2016, le curé de la paroisse catholique de Gaza, le père Mario da Silva, a déclaré que les catholiques à Gaza étaient moins de 200. En 2022, ils ne seraient plus que 134. Plus largement, depuis 2007, le nombre de chrétiens à Gaza est passé de 7 000 à 1 millier.